# Lorenzo Cellerino
Gian Lorenzo Cellerino (Alessandria, 30 dicembre 1944) è un ex velocista italiano, specializzato nei 400 metri piani.

## Carriera
Correndo con la staffetta 4×400 metri, ha vinto una medaglia di bronzo ai Campionati europei e una d'oro ai Giochi del Mediterraneo.
Sempre con la staffetta 4×400 ha partecipato alle Olimpiadi di Monaco di Baviera 1972 senza riuscire a raggiungere la finale.
Ha vinto inoltre il campionato italiano assoluto con la staffetta 4×100 nel 1969 e con la staffetta 4×400 nel 1973.

## Palmarès
| Anno | Manifestazione          | Sede     | Evento  | Risultato | Prestazione | Note |
| ---- | ----------------------- | -------- | ------- | --------- | ----------- | ---- |
| 1971 | Campionati europei      | Helsinki | 4×400 m | Bronzo    | 3'04"6      |      |
| 1971 | Giochi del Mediterraneo | Smirne   | 4×400 m | Oro       | 3'07"5      |      |

## Campionati nazionali
1969
- Staffetta 4×100 metri

1973
- Staffetta 4×400 metri